# Leptotyphlops maximus
Leptotyphlops maximus este o specie de șerpi din genul Leptotyphlops, familia Leptotyphlopidae, descrisă de Arthur Loveridge în anul 1932. Conform Catalogue of Life specia Leptotyphlops maximus nu are subspecii cunoscute.